# Exconvento de Santo Domingo

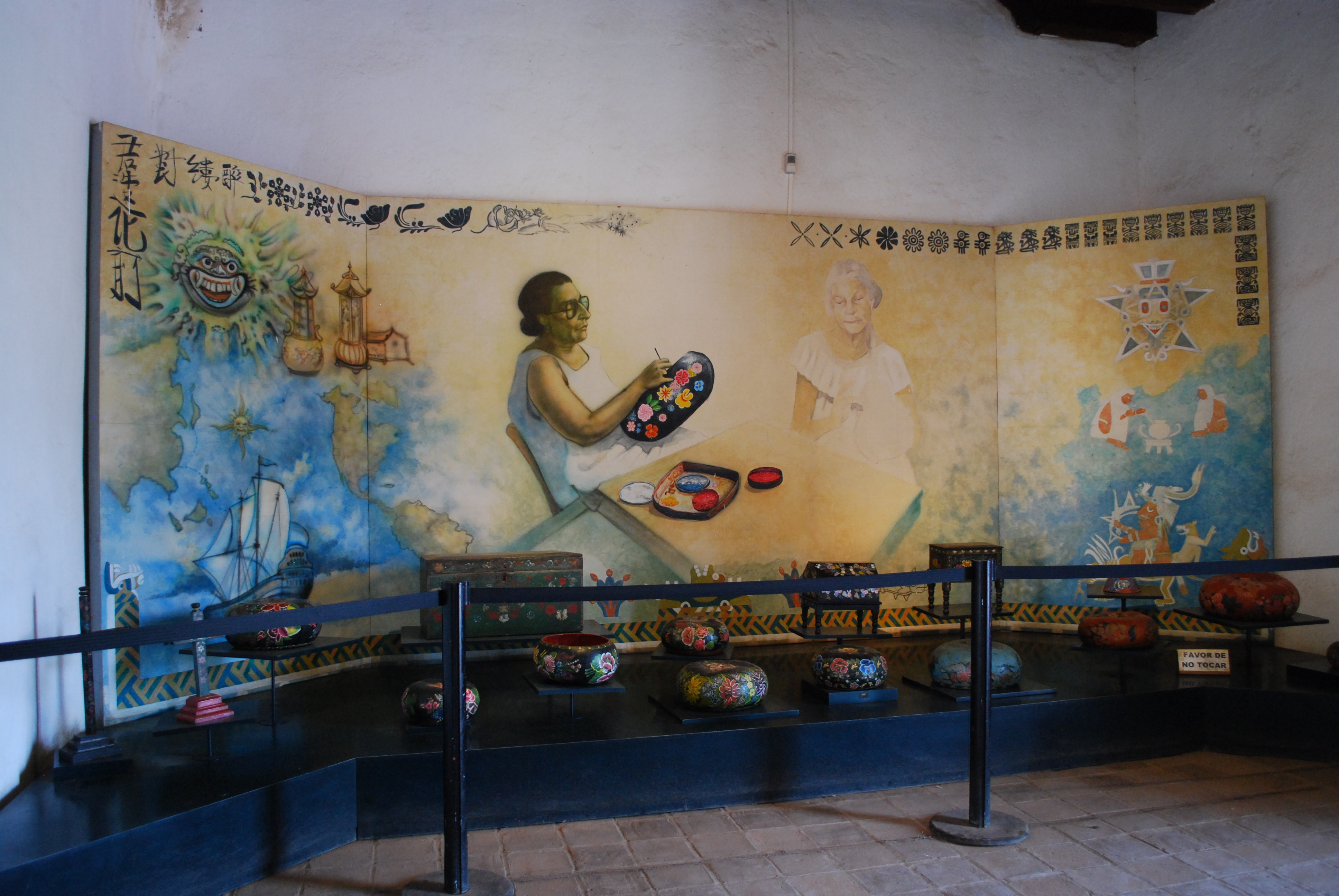
Exhibición en la entrada del Museo de la Laca.

El Exconvento de Santo Domingo de Guzmán se encuentra localizado en la ciudad de Chiapa de Corzo en el estado de Chiapas, México. El convento y la iglesia de Santo Domingo fueron construidos en el siglo XVI, posteriormente el monasterio fue secularizado, pero la iglesia de Santo Domingo de Guzmán conservó su función original. El edificio, que tiene dos patios, fue restaurado entre 1999 y 2002, para ser convertido en un centro comunitario y cultural, además, el Museo de la Laca fundado en 1952, fue trasladado al interior y ocupó la mayor parte de la planta superior. Este museo contiene alrededor de 450 piezas de diversas partes de México y Asia, en su mayoría realizadas en el siglo XX. El complejo también incluye salas de exposiciones permanentes y temporales, junto con un auditorio y varios tipos de talleres. Todo el edificio se llama oficialmente la Casa Escuela de Tradiciones, pero es más comúnmente llamado Museo de la Laca.

## El antiguo convento de Santo Domingo
El complejo del antiguo monasterio fue construido junto con la iglesia de Santo Domingo en una pequeña colina con vista al río Grijalva, en la segunda mitad del siglo XVI, y se atribuye a Pedro de Barrientos y Juan Alonso. La parte que corresponde a la iglesia se considera uno de los edificios chiapanecos del siglo XVI que están mejor conservados. El antiguo monasterio se encuentra detrás de la gran iglesia y tiene dos patios principales. Fue secularizado durante la Guerra de Reforma, pero la iglesia de Santo Domingo aún conserva su función original. Fue sometido a una restauración recién entre 1984 a 1987 por la Secretaria de desarrollo Urbano y Ecología (SEDUE), con el fin de convertirlo en el centro comunitario y cultural de la ciudad de Chiapa de Corzo, estableciendo en su interior el Museo de la Laca. Este complejo, junto con otras instalaciones, es administrado por el Consejo Estatal Para La Cultura y las artes de Chiapas (CONECULTA).

## El museo y el lacado en México
Siendo único en su tipo el Museo de la Laca fue fundado en 1952 por el poeta chiapaneco Armando Duvalier Cruz Reyes. Contiene una colección de 450 piezas realizadas entre 1906 y 1980, procedentes de Pátzcuaro, Quiroga y Uruapan, Michoacán; Olinalá, Guerrero; así como de Chiapas. También hay piezas extranjeras procedentes de Guatemala, China, Tailandia y Japón. Además se realizan exhibiciones públicas del procedimiento de lacado.
El lacado tiene una doble historia en México. Existía una variante durante el período prehispánico llamada «maque», de la que se han encontrado evidencias en la cueva de La Garrafa, en Chiapas. Sin embargo, los españoles también trajeron su versión que había llegado a Europa desde Asia. Objetos de cerámica pintada y artículos del hogar en colores brillantes y diseños intrincados ya tenían una larga historia en el periodo mesoamericano. El cambio producido después de la conquista fue más que todo de estilo con predominio de motivos florales y aves. Más tarde, las importaciones de Asia a través del Galeón de Manila también tuvieron un efecto sobre el estilo.
El trabajo con laca tradicional mexicano se basa en el aceite de una semilla llamada chía, así como las de una planta llamada chiclote. Esta semilla es tostada y molida, después se prensa para extraer el aceite, que luego se mezcla con una sustancia cerosa producida por la hembra de la especie de insecto Coccus axin. La mezcla es pigmentada con colorantes de origen mineral, vegetal y animal y se utiliza para pintar los objetos. Los artículos laqueados incluyen jícaras (a menudo utilizadas como recipientes o contenedores), juguetes, cajas de madera y muebles.

## Otras instalaciones en el edificio del monasterio
Además del museo, en el complejo hay varias salas y espacios. Junto a las salas dedicadas a los artículos de laca, hay una sala dedicada a Franco Lázaro Gómez, artista originario de Chiapa de Corzo. Esta exposición incluye muchas de sus litografías y diversas piezas de artes gráficas, así como algunos murales, para un total de cuarenta y cinco piezas. Sus obras se centran en las leyendas, la vida cotidiana y la gente de su ciudad natal. En la sala «Alejandrino Nandayapa Ralda» se organizan eventos como exposiciones temporales de arte, fotografía y mucho más. El Auditorio Matías de Córdoba tiene capacidad para ochenta personas y alberga un club de cine. También hay una sala dedicada a la historia del edificio y una exposición permanente de fotografías, así como una tienda de venta de artesanías locales, incluyendo artículos laqueados. Estas salas rodean los dos patios principales.
Los eventos regulares incluyen talleres para niños y adultos de danza folclórica, marimba, pintura, escritura y reciclaje. También hay visitas guiadas. El museo también participa en intercambios con otras instituciones culturales a nivel nacional e internacional. Se ofrecen talleres de lacado, de fabricación de máscaras de Parachico, artesanía en madera, cerámica, bordados y más.

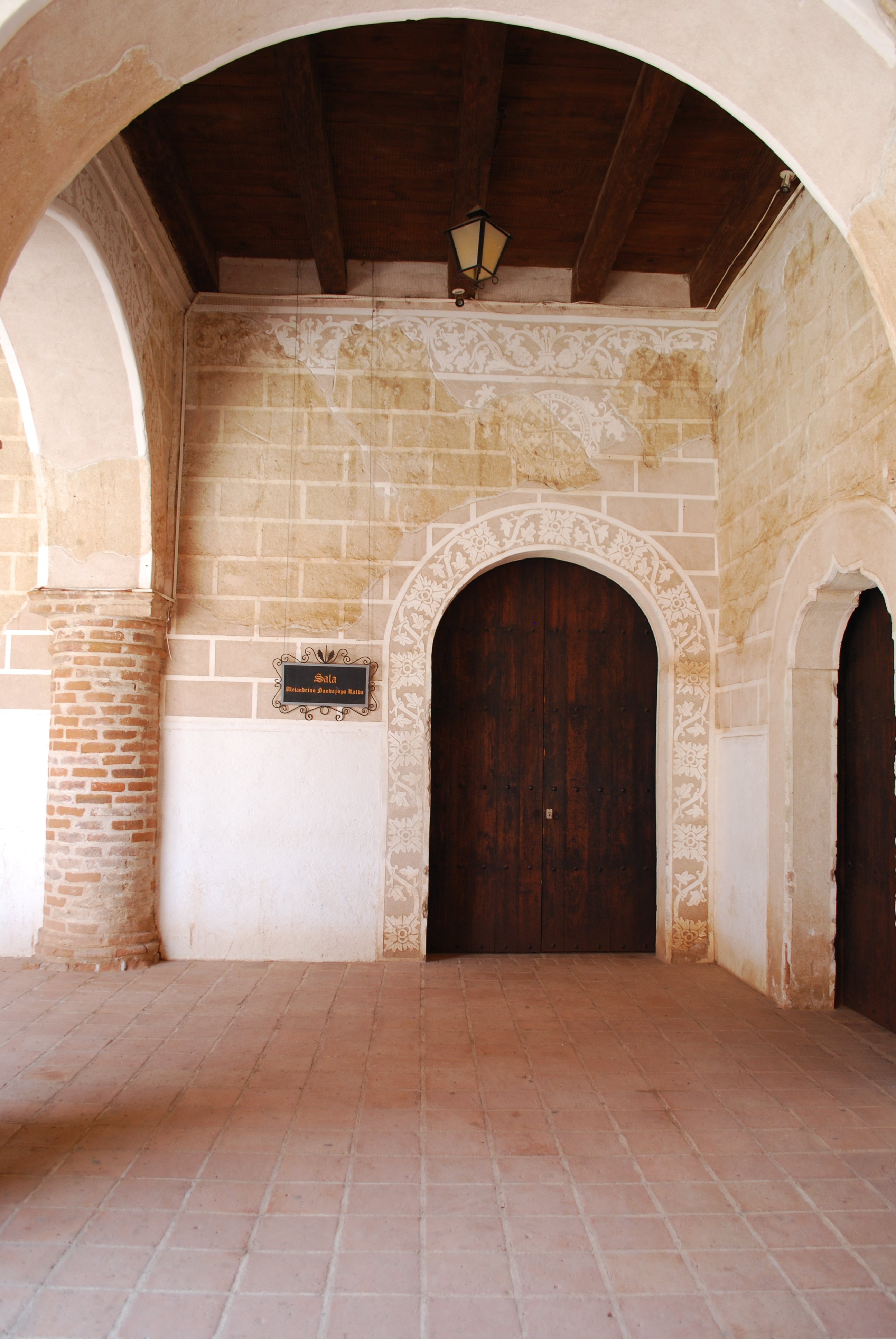
Vista interior del Exconvento de Santo Domingo.
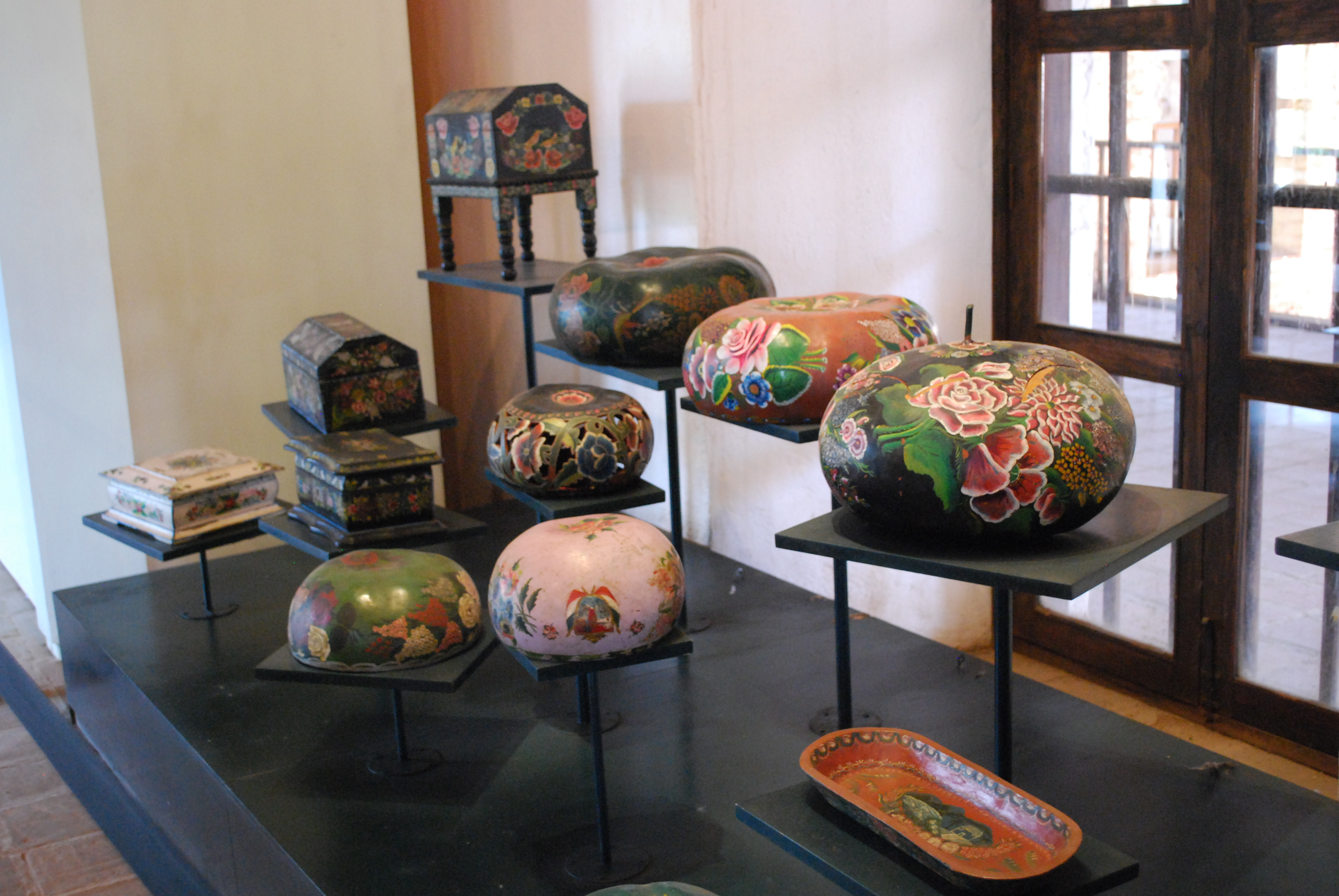
Exhibición de cuencos y jícaras lacadas en el museo.
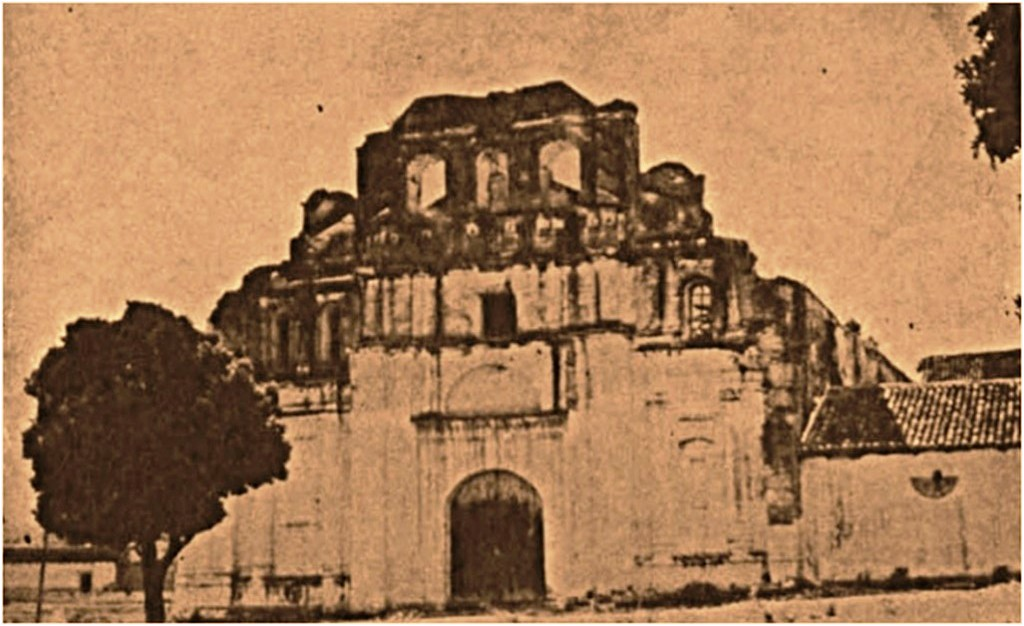
Atrio de la la Iglesia Grande a un costado el Exconvento de Santo Domingo.